# Ricardo Nuno Queirós Nascimento
Ricardo Nascimento (Mafamude, 19 de Abril de 1974) foi um futebolista português, que jogava habitualmente a médio ofensivo.
Enquanto futebolista, tinha como pontos fortes a boa visão de jogo e a eficaz marcação de livres. Era, sem dúvida, um jogador de classe, que podia perfeitamente ter jogado nos ditos "clubes grandes" em Portugal.
Depois de terminar a carreira enquanto profissional no Desp. Aves, em 2010, Ricardo Nascimento voltou a jogar ao serviço do Candal, nos Distritais da AF Porto, na época 2013/2014, aos 40 anos, e essa acabou por ser a sua última experiência como jogador.
Posteriormente, enveredou pela carreira de treinador, e depois de ter treinado o histórico União de Lamas, na Divisão de Elite da AF Aveiro, e o Vitória de Sernache, no Campeonato de Portugal, assumiu em Novembro de 2021 o comando técnico do Canedo, igualmente na Divisão de Elite da AF Aveiro.
Ele tem o seu próprio blogue: http://ricardonascimento10.blogspot.com/